# Fontenailles (Seine-et-Marne)
Fontenailles település Franciaországban, Seine-et-Marne megyében. Lakosainak száma 1090 fő (2022. január 1.). Fontenailles Grandpuits-Bailly-Carrois, Nangis, Saint-Ouen-en-Brie, La Chapelle-Gauthier, La Chapelle-Rablais, Échouboulains és Les Écrennes községekkel határos.

## Népesség
A település népességének változása:
| Lakosok száma | 1076 | 1075 | 1083 | 1066 | 1058 | 1052 | 1052 | 1070 | 1090 |
|               | 2013 | 2015 | 2016 | 2017 | 2018 | 2019 | 2020 | 2021 | 2022 |